# 斯卡尔佩里亚
斯卡尔佩里亚（義大利語：Scarperia），原为意大利托斯卡纳大区佛罗伦斯省的一个市镇。总面积79平方公里，人口7794人，人口密度98.7人/平方公里（2009年）。ISTAT代码为048042。
2014年1月1日，斯卡尔佩里亚与圣皮耶罗-阿谢韦市镇合并为新的斯卡尔佩里亚和圣皮耶罗市镇。